# Dutch International 2004
Die Dutch International 2004 im Badminton fanden vom 25. bis zum 28. März 2004 in Wateringen statt. Es war die 5. Austragung der Titelkämpfe.

## Sieger und Platzierte
| Disziplin    | Gold                                  | Silber                                     | Bronze                          |
| ------------ | ------------------------------------- | ------------------------------------------ | ------------------------------- |
| Herreneinzel | Björn Joppien                         | Marco Vasconcelos                          | Jens-Kristian Leth              |
| Herreneinzel | Björn Joppien                         | Marco Vasconcelos                          | Conrad Hückstädt                |
| Dameneinzel  | Petra Overzier                        | Sara Persson                               | Tine Høy                        |
| Dameneinzel  | Petra Overzier                        | Sara Persson                               | Elizabeth Cann                  |
| Herrendoppel | Jean-Michel Lefort Svetoslav Stoyanov | José Antonio Crespo Sergio Llopis          | Jochen Cassel Joachim Tesche    |
| Herrendoppel | Jean-Michel Lefort Svetoslav Stoyanov | José Antonio Crespo Sergio Llopis          | Kristof Hopp Thomas Tesche      |
| Damendoppel  | Neli Boteva Petya Nedelcheva          | Lena Frier Kristiansen Kamilla Rytter Juhl | Nicole Grether Juliane Schenk   |
| Damendoppel  | Neli Boteva Petya Nedelcheva          | Lena Frier Kristiansen Kamilla Rytter Juhl | Britta Andersen Tine Høy        |
| Mixed        | Svetoslav Stoyanov Victoria Wright    | Britta Andersen Tommy Sørensen             | Nicol Pitro Björn Siegemund     |
| Mixed        | Svetoslav Stoyanov Victoria Wright    | Britta Andersen Tommy Sørensen             | Kristof Hopp Kathrin Piotrowski |

## Finalergebnisse
| Disziplin    | Sieger                                | Finalist                                   | Ergebnis         |
| ------------ | ------------------------------------- | ------------------------------------------ | ---------------- |
| Herreneinzel | Björn Joppien                         | Marco Vasconcelos                          | 15-2, 15-2       |
| Dameneinzel  | Petra Overzier                        | Sara Persson                               | 11-8, 11-6       |
| Herrendoppel | Jean-Michel Lefort Svetoslav Stoyanov | Sergio Llopis José Antonio Crespo          | 15-9, 15-9       |
| Damendoppel  | Petya Nedelcheva Nely Boteva          | Lena Frier Kristiansen Kamilla Rytter Juhl | 15-10, 15-6      |
| Mixed        | Svetoslav Stoyanov Victoria Wright    | Tommy Sørensen Britta Andersen             | 8-15, 15-8, 15-8 |